# 氟碘甲烷
氟碘甲烷是一种混合卤代甲烷。
氟碘甲烷可通过碘乙酸制备。
它的同位素异形化合物[18F]氟碘甲烷是一种用于放射药理学中氟甲基化试剂的前体。
另外它还应用于一种安全高效的鼓吹泡沫的试剂。